# Helen Tanner Brodt

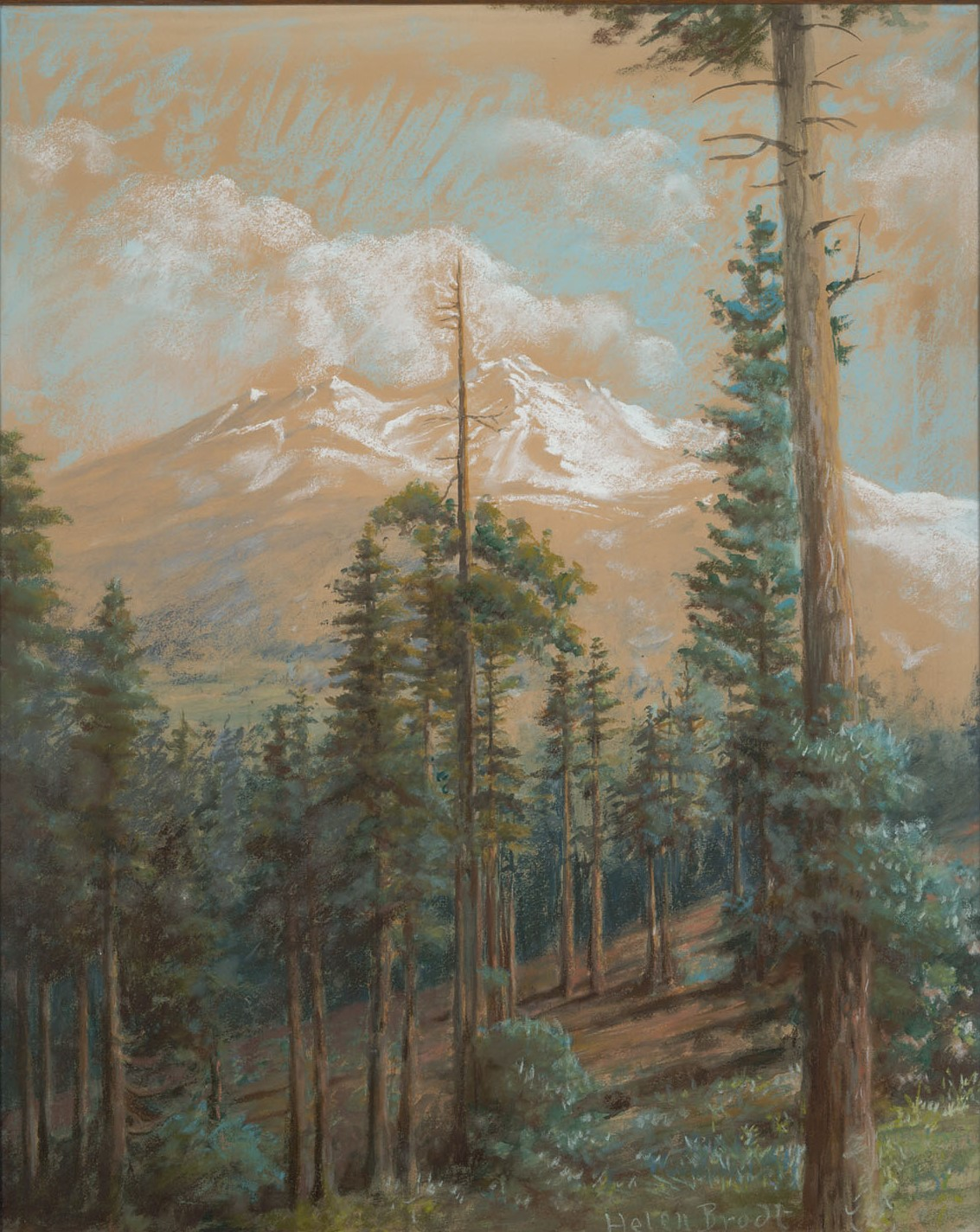
Mount Shasta viewed through trees Helen Tanner Brodt

Helen Tanner Brodt (* 21. April 1838 in Elmira im Bundesstaat New York als Helen Tanner; † 10. März 1908 im kalifornischen Berkeley) war eine US-amerikanische Landschafts- und Porträtmalerin.
Sie wuchs in Upstate New York auf und studierte 1854 an der National Academy of Design. 1861 heiratete sie den Maler Aurelius Webster Brodt (1836–1922) und zog mit ihm 1863  nach Red Bluff, Kalifornien. Sie arbeitete als Lehrerin, und Arthur Mathews (1860–1945) war 1867 ihr Schüler auf der Highschool. Von 1875 bis 1885 unterrichtete sie an verschiedenen Schulen in Oakland, wo sie auch ein Atelier besaß. Brodt malte Ranchszenen, Missionsstationen, Landschaften und porträtierte Pioniere. Auch als Porzellanmalerin war sie aktiv.
Sie stellte bei der New Orleans Exposition (1880 erster Preis), der World’s Columbian Exposition in Chicago (1893) und der California Midwinter International Exposition (1894) aus.
Werke von ihr sind im Besitz der Bancroft Library der Berkeley-Universität, dann der California Historical Society, der Stanford University, der Society of California Pioneers; des Oakland Museums, schließlich der Storer Collection in Harper’s Ferry und der California State Library.
Sie bestieg als erste Frau den Mt. Lassen und ist deshalb Namensgeberin für den Karsee Lake Helen am Lassen Peak.